# Stockholms Universitet
Stockholms Universitet er et statsligt universitet i Stockholm, Sverige med ca. 37.000 studerende.
Universitet har fakulteter inden for humaniora, samfundsvidenskab, jura og naturvidenskab.
Det blev grundlagt som Stockholms högskola i 1878. Det nuværende navn og universitetsstatus blev indført, da højskolen blev overtaget af staten i 1960.

## Eksternt link
- Stockholms Universitets officielle website